# Shō Itō
Shō Itō (jap. 伊藤 翔, Itō Shō; * 24. Juli 1988 in Kasugai, Präfektur Aichi) ist ein japanischer Fußballspieler. Seit Sommer 2021 steht er beim japanischen Erstligisten Yokohama FC unter Vertrag. Vor allem in seiner noch jungen Karriere wurde er aufgrund seiner Größe, seiner fußballtechnischen Fähigkeiten und seiner Schnelligkeit als der „Japanische Thierry Henry“ bezeichnet. Zudem war er im Jahre 2007 der erste japanische Fußballspieler, der von einer Oberschule zu einem europäischen Klub wechselte.

## Verein

### Karrierebeginn & Wechsel nach Europa
Seine ersten Auftritte als Fußballspieler hatte der im Jahre 1988 in der Großstadt Kasugai geborene Shō Itō an der Ono-Grundschule seiner Heimatstadt. Von dort wechselte der junge Itō an die Zentral-Mittelschule Kasugai, an der er ebenfalls dem schuleigenen Fußballteam angehörte. Nach rund drei Jahren an der Mittelschule folgte für den Offensivspieler ein Wechsel an die Oberschule der Chūkyō-Universität, der er von 2004 bis 2006 angehörte. Vor allem während seiner Zeit an der Oberschule wurde seine spielerische Qualität entdeckt, mit der es sogar ins Aufgebot der japanischen Juniorennationalelf bei der U-19-Fußball-Asienmeisterschaft des Jahres 2006 schaffte. Ebenfalls in diesem Jahr, vor allem während seiner Teilnahme an der Asienmeisterschaft, wurden Scouts europäischer Klubs auf den jungen Rechtsfuß aufmerksam. So wurde er auch im gleichen Jahr mit dem Premier-League-Klub FC Arsenal in Verbindung gebracht. Bereits Monate vor seinem Auftritt während der Asienmeisterschaft absolvierte er im August 2006 ein Probetraining beim englischen Topklub, wo er dessen langjährigen Trainer Arsène Wenger überzeugen konnte. Da es daraufhin zu Problemen mit einer dauerhaften Arbeitserlaubnis kam, scheiterte auch der Wechsel in die höchste englische Fußballliga, was dazu führte, dass andere europäische Topklubs den jungen Stürmer umwarben. Im Januar 2007 kam es schließlich zu einer Vertragsunterzeichnung beim damaligen französischen Zweitligisten Grenoble Foot, wo er einen Vertrag mit einer dreieinhalbjährigen Laufzeit unterschrieb. Bereits im Sommer hatte er auch in Grenoble ein Probetraining absolviert, scheiterte allerdings anfangs auch an der fehlenden Arbeitserlaubnis. Zusammen mit Itō wurde auch dessen Landsmann Tsukasa Umesaki unter Vertrag genommen, der den Klub als Leihspieler noch im gleichen Jahr wieder verließ.
Sein Profiligadebüt gab der junge Japaner mit der Rückennummer 20 am 9. Februar 2007 bei der 0:1-Auswärtsniederlage gegen den Amiens SC, als er in der 79. Spielminute für den Senegalesen Chérif Ousmane Sarr aufs Spielfeld kam. Im Laufe der Saison brachte er es zu keinem weiteren Einsatz im Profigeschehen, saß aber noch einige Male auf der Ersatzbank. Nebenbei wurde er auch in der B-Mannschaft des Klubs eingesetzt, trainierte aber vorwiegend mit den Profis. Während die Profis am Ende der Saison auf dem fünften Tabellenplatz rangierten, wurde Shō Itō auch in der folgenden Spielzeit 2007/08 nur sporadisch eingesetzt. So brachte er es auf nur zwei Kurzeinsätze im Oktober 2007 sowie zu einem weiteren Kurzeinsatz am Ende der Saison, im Abschlussspiel gegen den CS Sedan. Auch in dieser Spielzeit absolvierte er nebenbei Spiele in der B-Mannschaft, war aber auch in einem Spiel in der Coupe-de-France-Spielzeit 2007/08 für die Profiabteilung im Einsatz. Während die Mannschaft dort bereits in der achten Runde gegen den HSC Montpellier im Elfmeterschießen ausschied, konnte sich das Team im Ligageschehen auf den dritten Rang im Endklassement vorkämpfen. Auf dieser Position stieg man schließlich in die höchste Spielklasse im französischen Fußball auf. In der Aufstiegssaison 2008/09 stand der 1,84 m große Mittelstürmer gar in keiner einzigen Begegnung der Profimannschaft im Kader, kam aber zu einigen Einsätzen für die B-Elf. Am Ende der Spielzeit stand die Mannschaft in der dichtgestaffelten zweiten Tabellenhälfte auf dem 13. Rang. Ligue 1 2009/10 kam Itō doch noch zu seinem Erstligadebüt, als er zum Saisonende hin, knapp zwei Jahre nach seinem letzten Profiligaeinsatz, am 5. Mai 2010 beim 1:1-Remis gegen den RC Lens in Minute 70 für den Kroaten Josip Tadić aufs Spielfeld kam. Gegen Ende der Spielzeit stand er auch des Öfteren im Profiaufgebot, saß dabei allerdings ausschließlich auf der Ersatzbank. Dabei konnte er auch den Abstieg seiner Mannschaft in die Zweitklassigkeit nicht verhindern; fünf Siege und acht Unentschieden waren zu wenig. In der B-Elf war Shō Itō 2009/10 in sechs offiziellen Ligapartien im Einsatz, in denen er einmal zum Torerfolg kam.

### Rückkehr in die Heimat
Nachdem sein Vertrag mit dieser Spielzeit ausgelaufen war, erfolgte für den mittlerweile 22-jährigen Japaner ein Wechsel zurück in die Heimat, wo er bei Shimizu S-Pulse in der J. League Division 1 unter Vertrag genommen wurde. Dort erhielt er anfangs die Rückennummer 36 und wurde im bereits laufenden Spieljahr 2010 in zwei Partien eingesetzt. Sein Debüt in Japans erster Fußballliga gab er dabei am 16. Oktober 2010, als er beim 1:1-Remis gegen Kyōto Sanga in der 92. Spielminute für Akihiro Hyōdō eingewechselt wurde. Während Shō Itō bei zwei Spielen des J.League Cup des Jahres 2010 im Kader seines Teams stand, aber zu keinem Einsatz kam, war er auch nicht am Finaleinzug von Shimizu S-Pulse beim Kaiserpokal 2010 beteiligt, wo die Mannschaft nur knapp mit 1:2 gegen die Kashima Antlers ausschied. Mit 23 Jahren stand der Mittelstürmer im Spieljahr 2011 knapp vor einem Durchbruch im Profibereich, wobei er bereits in der ersten Runde über die volle Spieldauer eingesetzt wurde, das erste Mal in seiner bereits knapp fünf Jahre andauernden Profikarriere. In den folgenden Runden wurde er des Öfteren in der Startelf aufgestellt, schied dann aber im Juni 2011 aufgrund einer Meniskusverletzung vom beinahe gesamten Spielgeschehen der restlichen Saison aus. Erst gegen Ende des Spieljahres 2011 kehrte er zurück in den Kader von Shimizu S-Pulse, wo er nach zwei Kurzeinsätzen und zwei Spielen auf der Bank im letzten Saisonspiel gegen Gamba Osaka wieder über die volle Spieldauer auflief und dabei auch seinen ersten Treffer in einer Profiliga erzielte. Des Weiteren kam er in diesem Jahr auch zu Einsätzen im J.League Cup sowie im Kaiserpokal, wobei die Mannschaft in beiden Bewerben noch vor dem Finale ausschied.
Im darauffolgenden Spieljahr 2012 konnte er beinahe die gleiche Einsatzbilanz vorweisen wie ein Jahr zuvor. Elf Ligaeinsätzen mit einem Treffer standen drei Pokaleinsätze mit ebenfalls einem Treffer gegenüber; nur im Kaiserpokal 2012 wurde Itō öfter eingesetzt und brachte es in diesem Turnier auf fünf Partien mit ebenso einem Torerfolg. Doch nach seiner Verletzung kam er nicht mehr wirklich an eine konstante Form heran und war bei einem Großteil seiner Einsätze nur über wenige Minuten auf dem Spielfeld. In der Liga erreichte Shō Itō mit Shimizu S-Pulse einen komfortablen Platz im Tabellenmittelfeld, im J.League Cup hingegen schaffte man den Einzug ins Finale. Nach einem über weite Strecken ausgeglichenen Spiel verlor das Team des Mittelstürmers, der erst seit dem Jahr 2011 mit der Rückennummer 14 auflief, knapp in der Verlängerung mit 1:2 gegen die Kashima Antlers. In der J. League Division 1 2013 erhöhten sich zwar Itōs Einsatzzahlen, von Konstanz war allerdings nur wenig zu sehen. Einem Tief zum Anfang der Saison, als er nur zu wenigen Kurzeinsätzen kam, folgten ab etwa der elften Runde der laufenden Spielzeit vermehrt längere Einsätze, wobei er es hier aber auch nur selten über die volle Spieldauer brachte. Nachdem er zwischendurch wieder ohne Einsätze im Kader seines Teams gestanden und nur zu vereinzelten Kurzeinsätzen gekommen war, hatte er am 19. Oktober 2013 beim torreichen 6:4-Heimsieg über Sagan Tosu einen seiner persönlich bisher größten Erfolge. Dabei gelang ihm in diesem Spiel sein erster Hattrick in seiner Profikarriere, nach Toren in der sechsten, 22. und 88. Spielminute, je einmal mit dem linken und rechten Fuß sowie mit dem Kopf. In dieser abermals nur durchschnittlichen Spielzeit brachte es Shō Itō auf 25 Ligaeinsätze, in denen er insgesamt sechs Tore beisteuerte und zu einem weiteren die Vorlage gab.
Mit 25 Jahren erlebte Shō Itō im Januar 2014 einen erneuten Wendepunkt in seiner Karriere, als er zum amtierenden Kaiserpokalsieger und Vizemeister Yokohama F. Marinos wechselte. Bei den „Marineblauen“ aus der Hafenstadt Yokohama erhielt er die Rückennummer 16. Dort musste er sich gegen drei weitere torgefährliche Angreifer, Takurō Yajima, Jin Hanato und Yoshihito Fujita, beweisen. Insgesamt blieb Itō fünf Jahre bei den Yokohama F. Marinos. Während dieser Zeit nahm er mit der Mannschaft an der AFC Champions League teil und erzielte dabei einen Treffer. In der Saison 2017/18 wurde er mit acht Treffern in neun Spielen Torschützenkönig des J.League Cup. Trotz seiner starken Leistung verlor die Mannschaft das Finale des Wettbewerbs gegen Shonan Bellmare. Nach fünf erfolgreichen Spielzeiten wechselte Itō ablösefrei zu den Kashima Antlers. Dort blieb er jedoch nur ein Jahr, bevor er sich dem Yokohama FC anschloss. Mit Ausnahme einer einjährigen Leihe zu Matsumoto Yamaga FC spielt er seitdem für den Yokohama FC. In der Saison 2022 feierte Itō mit dem Team den Aufstieg in die J.League als Vizemeister der zweiten japanischen Liga.
Am Ende der Saison 2023 musste Itō mit Yokohama FC als Tabellenletzter erneut in die zweite Liga absteigen. Doch in der darauffolgenden Saison 2024 gelang dem Team als Vizemeister der direkte Wiederaufstieg in die J.League.

## Nationalmannschaft
Vor allem in den Jahren 2005 bis 2006 gehörte der junge Mittelstürmer dem Juniorenteam seines Heimatlandes an, das er unter anderem bei der U-19-Fußball-Asienmeisterschaft sowie deren Qualifikation repräsentierte. Beim Team saß er zumeist auf der Ersatzbank und brachte es auf einen Einsatz in der Qualifikationsphase, die man ohne jegliche Probleme überstand und sich so für das Turnier im darauffolgenden Jahr in Indien qualifizierte. Bei den Asienmeisterschaften, die von Ende Oktober bis Mitte November 2006 in Kalkutta und Bangalore ausgetragen wurden, kam Itō in zwei Begegnungen als Ersatzspieler zum Einsatz. Zusammen mit den Junioren aus Nordkorea, die mit den Japanern bereits in der gleichen Qualifikationsgruppe im Einsatz waren, kam man auch während der Asienmeisterschaft in die gleiche Gruppe. Auch hier kamen beide Teams weiter und trafen erst wieder am 11. November im Finalspiel in Kalkutta aufeinander. Dort fertigten die Nordkoreaner die Japaner nur knapp mit 3:5 in der Verlängerung ab und feierten ihren zweiten Titel in der Geschichte dieses Fußballturniers. Für Japan war es die bisher sechste Finalniederlage seit Einführung des Turniers im Jahre 1959; noch nie konnte man als Sieger des Turniers hervorgehen.

## Erfolge

### Verein
Grenoble Foot
- Aufstieg in die Ligue 1: 2007/08

Shimizu S-Pulse
- Finalist im Kaiserpokal: 2010
- Finalist im J.League Cup: 2012

Yokohama F. Marinos
- Finalist im J.League Cup: 2018

Yokohama FC
- Japanischer Zweitligavizemeister: 2022  ▲
- Japanischer Zweitligavizemeister: 2024  ▲

### Nationalmannschaft
Japans U-20
- Finalist der U-19-Fußball-Asienmeisterschaft: 2006

## Auszeichnungen
- Torschützenkönig im J.League Cup 2018: 8 Tore